# Österreichische Billie-Jean-King-Cup-Mannschaft
Die österreichische Billie-Jean-King-Cup-Mannschaft ist die Tennisnationalmannschaft von Österreich, die im Billie Jean King Cup eingesetzt wird. Der Billie Jean King Cup (bis 1995 Federation Cup, 1996 bis 2020 Fed Cup) ist der wichtigste Wettbewerb für Nationalmannschaften im Damen-Tennis, analog zum Davis Cup bei den Herren. Durch den Abstieg 2015 müssen sie nach 7 Jahren in der Europa/Afrika-Zone Gruppe I erstmals in der Geschichte in der Gruppe II antreten.

## Geschichte
Die erste Teilnahme Österreichs datiert ins Jahr 1963. Seither hat Österreich an 49 Ausgaben des Billie-Jean-King-Cup teilgenommen, davon 17-mal in der Weltgruppe.
Die längste Siegesserie konnte die Mannschaft unter der Leitung von Ingrid Resch mit 6 Siegen in Serie errungen. Das Team gewann beide Gruppenspiele in der Gruppe I der Europa/Afrika-Zone, schaffte den Aufstieg in die Weltgruppe und scheiterte erst im Viertelfinale an den USA. Der bisher einzige 5:0-Sieg datiert aus dem Jahr 1998, als das österreichische das polnische Team im Playoff der Weltgruppe II in Salzburg besiegte. Dem stehen bislang sechs 0:5-Niederlagen gegenüber, von denen keine auf heimischem Boden hingenommen werden musste. 1999 konnte gegen Australien das erste und bislang letzte Mal ein 0:2-Rückstand aufgeholt werden. In den Jahren 2002 und 2004 erreichte die österreichische Mannschaft wie bereits 1990 das Halbfinale, scheiterte allerdings an Spanien bzw. Russland.

## Spielerinnen der Mannschaft
Die folgende Übersicht gibt alle ehemaligen Fed-Cup-Mannschaften Österreichs seit 2001 sowie deren Teamchefs in umgekehrt-chronologischer Reihenfolge wieder.
| Jahr | Runde                                                       | Spielerinnen             | Spielerinnen             | Spielerinnen      | Spielerinnen                 | Teamchef                |
| 2019 | Gruppe II Europa/Afrika II Gruppenphase                     | Barbara Haas             | Julia Grabher            | Melanie Klaffner  | Mira Antonitsch, Sinja Kraus | Marion Maruska          |
| 2018 | Gruppe I Europa/Afrika I Gruppenphase                       | Barbara Haas             | Julia Grabher            | Melanie Klaffner  | Pia König                    | Jürgen Waber            |
| 2017 | Gruppe I Europa/Afrika I Gruppenphase                       | Barbara Haas             | Tamira Paszek            | Julia Grabher     | Pia König                    | Jürgen Waber            |
| 2016 | Gruppe II Promotional-Playoff Europa/Afrika II Gruppenphase | Tamira Paszek            | Barbara Haas             | Julia Grabher     | Sandra Klemenschits          | Jürgen Waber            |
| 2015 | Gruppe I Europa/Afrika I Gruppenphase                       | Patricia Mayr-Achleitner | Barbara Haas             | Julia Grabher     | Sandra Klemenschits          | Jürgen Waber            |
| 2014 | Gruppe I Europa/Afrika I Gruppenphase                       | Yvonne Meusburger        | Patricia Mayr-Achleitner | Tamira Paszek     | Sandra Klemenschits          | Clemens Trimmel         |
| 2013 | Gruppe I Europa/Afrika I Gruppenphase                       | Yvonne Meusburger        | Patricia Mayr-Achleitner | Nicole Rottmann   | Melanie Klaffner             | Jürgen Waber            |
| 2012 | Gruppe I Promotional-Playoff Europa/Afrika I Gruppenphase   | Tamira Paszek            | Patricia Mayr-Achleitner | Yvonne Meusburger | Sandra Klemenschits          | Jürgen Waber            |
| 2011 | Gruppe I Relegations-Playoff Europa/Afrika I Gruppenphase   | Sandra Klemenschits      | Patricia Mayr            | Sybille Bammer    | Melanie Klaffner             | Jürgen Waber            |
| 2010 | Gruppe I Promotional-Playoff Europa/Afrika I Gruppenphase   | Sybille Bammer           | Patricia Mayr            | Yvonne Meusburger | Sandra Klemenschits          | Jürgen Waber            |
| 2009 | Gruppe I Relegations-Playoff Europa/Afrika I Gruppenphase   | Sandra Klemenschits      | Patricia Mayr            | Melanie Klaffner  | Nikola Hofmanova             | Alfred Tesar            |
| 2008 | Weltgruppe II-Playoff                                       | Sybille Bammer           | Tamira Paszek            | Yvonne Meusburger | Melanie Klaffner             | Alfred Tesar            |
| 2008 | Weltgruppe II                                               | Yvonne Meusburger        | Barbara Schwartz         | Melanie Klaffner  | Patricia Mayr                | Alfred Tesar            |
| 2007 | Weltgruppe-Playoff Weltgruppe II 1. Runde                   | Sybille Bammer           | Tamira Paszek            | Yvonne Meusburger | Melanie Klaffner             | Alfred Tesar            |
| 2006 | Weltgruppe-Playoff                                          | Barbara Schwartz         | Melanie Klaffner         | Nikola Hofmanova  |                              | Alfred Tesar            |
| 2006 | Weltgruppe 1. Runde                                         | Sybille Bammer           | Yvonne Meusburger        | Tamira Paszek     | Sandra Klemenschits          | Alfred Tesar            |
| 2005 | Weltgruppe I 1. Runde Weltgruppe I-Playoff                  | Yvonne Meusburger        | Sandra Klemenschits      | Tamira Paszek     | Daniela Klemenschits         | Alfred Tesar            |
| 2004 | Weltgruppe Halbfinale                                       | Yvonne Meusburger        | Patricia Wartusch        | Daniela Kix       | Evelyn Fauth                 | Alfred Tesar            |
| 2004 | Weltgruppe Viertelfinale Weltgruppe 1. Runde                | Barbara Schett           | Patricia Wartusch        | Barbara Schwartz  | Sybille Bammer               | Alfred Tesar            |
| 2003 | Weltgruppe-Playoff                                          | Barbara Schett           | Patricia Wartusch        | Evelyn Fauth      | Sybille Bammer               | Alfred Tesar            |
| 2003 | Weltgruppe 1. Runde                                         | Patricia Wartusch        | Evelyn Fauth             | Sybille Bammer    | Yvonne Meusburger            | Alfred Tesar            |
| 2002 | Weltgruppe Halbfinale Weltgruppe Viertelfinale              | Barbara Schett           | Barbara Schwartz         | Patricia Wartusch | Evelyn Fauth                 | Alfred Tesar            |
| 2002 | Weltgruppe 1. Runde                                         | Barbara Schwartz         | Evelyn Fauth             | Marion Maruska    | Daniela Kix                  | Alfred Tesar            |
| 2001 | Weltgruppe-Playoff                                          | Marion Maruska           | Barbara Schett           | Barbara Schwartz  | Patricia Wartusch            | Judith Wiesner-Floimair |
| 2001 | Weltgruppe-Playoff                                          | Sylvia Plischke          | Patricia Wartusch        | Marion Maruska    | Evelyn Fauth                 | Filip Krajcik           |

## Statistiken

### Siege und Niederlagen
| Resultat    | Total | Clay | Teppich | Rasen | Hartplatz | Indoors | Outdoors |
| Siege       | 49    | 25   | 1       | 1     | 17        | 7       | 37       |
| Niederlagen | 63    | 24   | 3       | 4     | 27        | 17      | 41       |

Für insgesamt 10 Begegnungen (5 Siege, 5 Niederlagen) liegen keine Aufzeichnungen über den Bodenbelag und ob sie Indoor oder Outdoor stattfanden vor.
(Stand: 5. November 2014)

### Rekorde
Jüngste Spielerin
- Tamira Paszek: 14 Jahre 139 Tage (Fed Cup 2005)

Älteste Spielerin
- Sonja Pachta: 34 Jahre 10 Tage (Federation Cup 1975)

Längstes Einzelspiel
- 3 Stunden 7 Minuten:  Barbara Schwartz besiegt  Meghann Shaughnessy 4:6 7(7):6 9:7 (Fed Cup 2002)

Längste Fed Cup Begegnung
- 10 Stunden 34 Minuten:  Argentinien besiegt  Österreich mit 4:1 (Fed Cup 2008)

Längstes Tie-Break
- 18 Punkte (10:8):  Petra Schwarz  Judith Wiesner besiegen  Anne Aallonen  Petra Thoren (Federation Cup 1991)

Längster Finalsatz
- 18 Spiele (10:8):  Barbara Schwartz besiegt  Lisa Raymond (Fed Cup 2004)

Meisten Spiele in Begegnung
- 137 Spiele:  Italien besiegt  Österreich 3:2 (Fed Cup 1998)

Eindeutigste Begegnung
- 10:2 Sätze, 67:24 Spiele:  Österreich besiegt  Polen 5:0 (Fed Cup 1998)

Längste Siegesserie
- 6 Begegnungen in Folge gewonnen (Qualifikation + Hauptrunde): Federation Cup 1994

Comeback nach 0:2-Rückstand
- Österreich besiegt  Australien 3:2 (Fed Cup 1999)

Comeback nach 1:2-Rückstand
- Österreich besiegt  Südafrika 3:2 (Fed Cup 1997)